# 유병돈
유병돈(1940년 2월 8일 ~ )은 대한민국의 정치인이다. 제32·33대 부여군수를 역임했다.

## 학력
- 석성초등학교 (졸업)
- 부여중학교 (졸업)
- 부여고등학교 (졸업)

## 역대 선거 결과
|  | 53.84% |

|  | 67.58% |

|  | 38.19% |

|  | 38.56% |